# Ampelocissus heyneana
Ampelocissus heyneana är en vinväxtart som först beskrevs av Roem. & Schult., och fick sitt nu gällande namn av Jules Émile Planchon. Ampelocissus heyneana ingår i släktet Ampelocissus och familjen vinväxter. Inga underarter finns listade i Catalogue of Life.